# Přejícnost
Přejícnost, (lat. humanitas, benevolentia, angl. charity) je jedna ze sedmi ctností, je to především laskavost, lidskost, obdiv, charita, soucit, přátelství bez předsudku a příčiny.
Opakem přejícnosti je závist (lat. invidia).

## Obrazy přejícnosti v umění

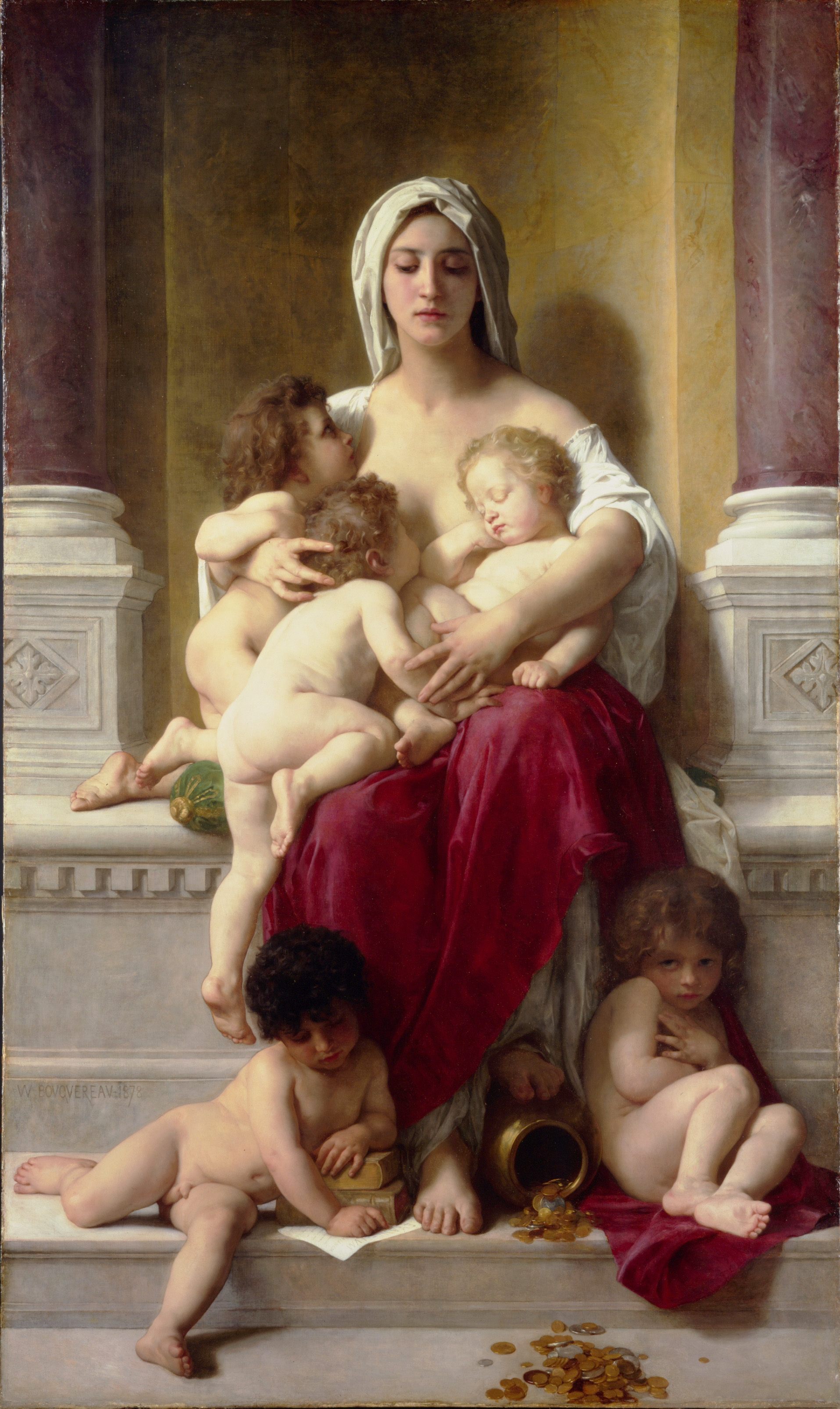
Přejícnost, Charity, William-Adolphe Bouguereau, r. 1878
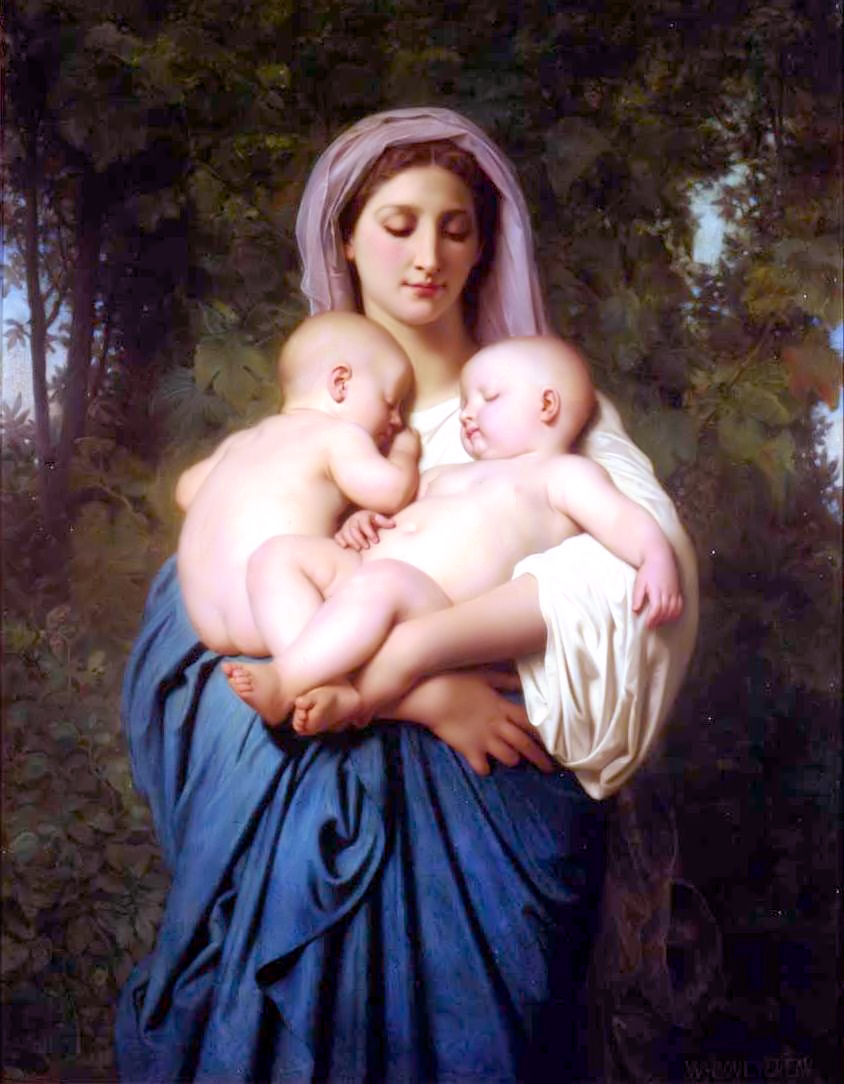
Přejícnost, Charity, William-Adolphe Bouguereau, r. 1859
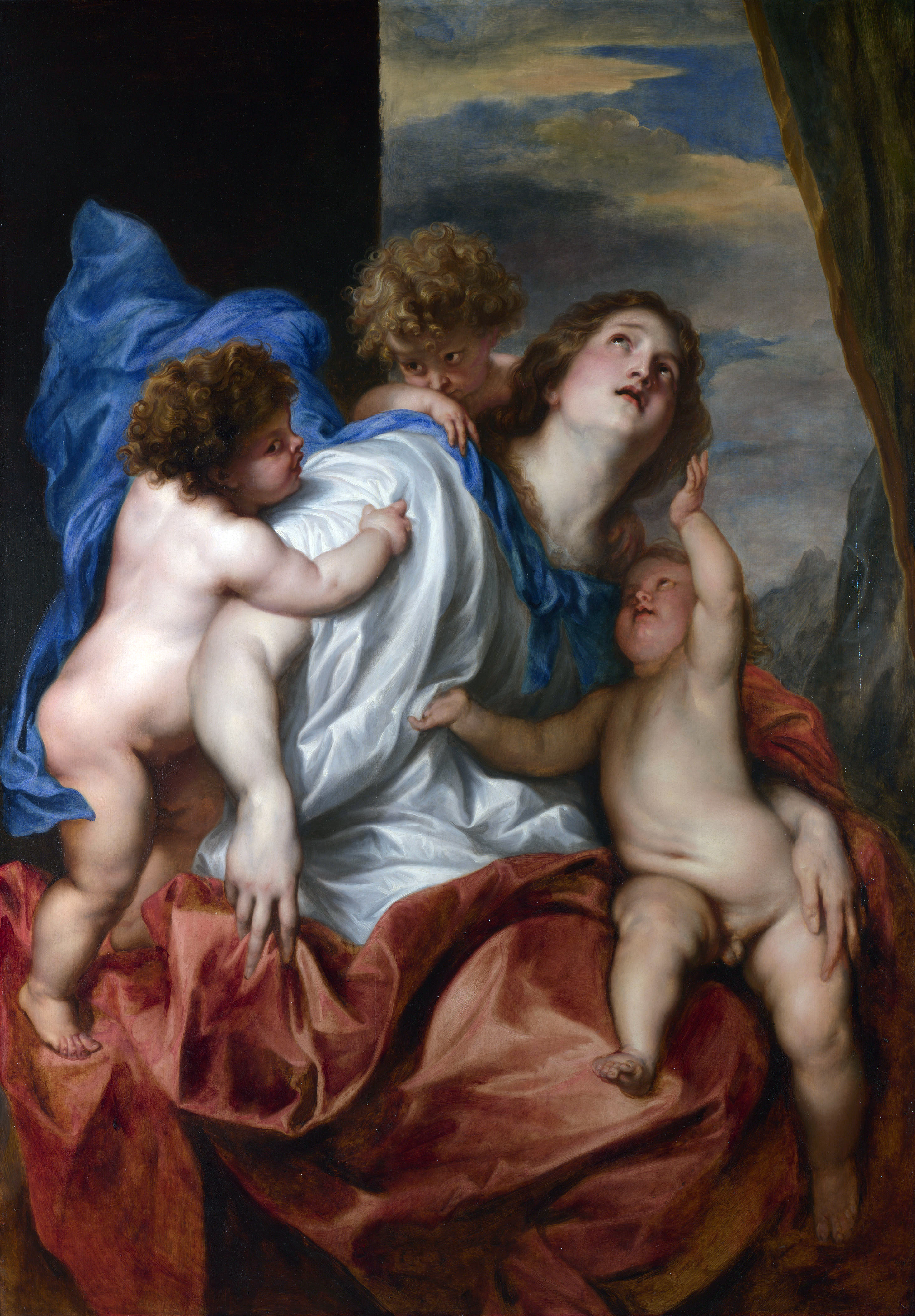
Personifikace Přejícnosti, Matka a tři děti, Anthony van Dyck
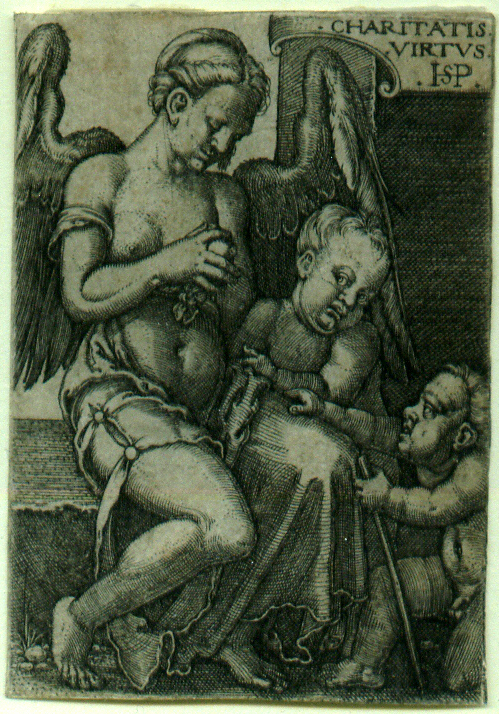
Beham, (Hans) Sebald, Charity